# Гокхале, Гопал Кришна
Гопал Кришна Гокхале (9 мая 1866 — 19 февраля 1915) — индийский политический и общественный деятель, один из лидеров движения за независимость Индии во время британского колониального правления. Был одним из лидеров Индийского национального конгресса (ИНК), но его деятельность была в большей степени связана с продвижением социальных реформ, нежели с борьбой именно за независимость Индии. Гокхале был одним из основателей Общества служителей Индии. Через общества, в которых он состоял, а также через ИНК и другие законодательные органы, в которых Гокхале служил, он способствовал не только достижению независимости от Британской империи, но и развитию социальных реформ. Для достижения своей цели, Гокхале преследовал два принципа: ненасилие и реформы в рамках существующих государственных учреждений.

## Биография
Гопал Кришна Гокхале родился 9 мая 1866 в деревне Kothluk в районе Ратнагири, Махараштра. Хотя его семья была брахманской, но при этом относительно бедной. Несмотря на это, они хотели, чтобы Гокхале получил английское образование, которое бы помогло ему получить работу в качестве клерка или мелкого чиновника в Британской Империи. Являясь одним из первых поколений индийцев, которые начали получать университетское образование, Гокхале окончил колледж Эльфинстоун в Бомбее в 1884 году и, получив степень в области искусств, присоединился в качестве профессора истории и политической экономии к коллективу преподавателей в Фергюссонском колледже в Пуне, обещав работать там в течение 20 лет за номинальную заработную плату. Он оставался на этой должности до 1902 года.
Образование Гокхале сильно повлияло на ход его будущей карьеры — в дополнение к изучению английского языка, он изучал западную политическую мысль и стал большим поклонником теоретиков, таких как Джон Стюарт Милль и Эдмунд Берк. Несмотря на то, что он начнет критиковать многие аспекты английского колониального режима, уважение к английской политической теории и учреждениям, с которыми Гокхале познакомился в студенческие годы, останется с ним до конца его жизни.
Членом ИНК Гокхале стал ещё в 1889 году, с 1895 года исполнял функции одного из его секретарей, а в 1905 году на заседании в Бенаресе был на год избран его президентом. По воспоминаниям современников, отличался убедительным красноречием и широкой образованностью. В 1900 году на два года стал членом законодательного собрания Бомбея, а в 1902 году был избран членом законодательного собрания вице-королевства. Поскольку Гокхале придерживался умеренных позиций в национальном движении и стремился к диалогу с английскими властями по расширению гражданских прав индийцев и их доступа к государственной службе, а также активно выступал против крыла так называемых «агрессивных националистов» в Конгрессе, лорд Керзон признал его патриотом Британской империи и в 1904 году представил к награждению орденом Индийской империи. 
В 1905 году Гокхале основал Общество служителей Индии, члены которого должны были принять обет бедности и пожизненно служить своей стране в религиозном духе, способствуя распространению знаний и защите национальных интересов всех народов Индии. Будучи избран в законодательное собрание вице-королевства в 1910 году, он способствовал введению обязательного образования во всех индийских провинциях, а в последние годы жизни, несмотря на болезнь, был активным членом Индийской комиссии общественной службы, в 1908 году совершил поездку в Великобританию, а в 1912 году — в Южную Африку. Умер в Пуне.
Гокхале был одним из наставников Махатмы Ганди, который впоследствии отзывался о нём уважительно, но не разделял веру последнего в возможность добиться лучшего будущего при сохранении британской власти и путём одних лишь социальных реформ.